# Escut, bandera i estendard de Caudiel
L'escut, la bandera i l'estendard de Caudiel són els símbols representatius de Caudiel, municipi del País Valencià, a la comarca de l'Alt Palància.

## Escut heràldic
L'escut oficial de Caudiel té el següent blasonament:
| « | Escut quadrilong de punta redona, truncat. En el primer quarter, en camp de gules, una torre d'or de planta redona, coberta amb una cúpula del mateix metall, maçonada i aclarida de sable, acostada de dues branques de llorer creuades de sinople, la sinistra fruitada. En el segon quarter, en camp d'or, quatre pals de gules, amb bordura d'argent, carregada amb vuit escudets d'or amb una faixa d'atzur. Al timbre, corona reial oberta. | » |

## Bandera
La bandera oficial de Caudiel té la següent descripció:
| « | Bandera de proporcions 2:3. Tercejada a l'asta, el primer terç, junt a l'asta, en camp d'or quatre pals de gules, amb una bordura d'argent, carregada amb vuit escudets d'or, amb una faixa d'atzur. Al segon, en camp de gules, una torre d'or de planta redona, amb cúpula del mateix metall, aclarida i maçonada de sable, acostada de dues branques de llorer de sinople, la sinistra fruitada de sable. | » |

## Estendard
L'estendard oficial de Caudiel té la següent descripció:
| « | Estendard de proporcions 1:2. Partit per la meitat horitzontal. En el primer quarter, en camp de gules, una torre d'or de planta redona, coberta amb una cúpula del mateix metall, maçonada i aclarida de sable, acostada de dues branques de llorer creuades de sinople, la sinistra fruitada de sable. En el segon quarter, en camp d'or quatre pals de gules, amb bordura d'argent, carregada amb vuit escudets d'or, amb una faixa d'atzur. | » |

## Història
L'escut s'aprovà per Resolució de 17 de gener de 2005, del conseller de Justícia i Administracions Públiques, publicada al DOGV núm. 4.944, d'11 de febrer de 2005.
S'hi representa, amb la seva forma característica, la torre del Molí o d'Hanníbal, d'origen incert, tot i que se sap que fou utilitzada pels sarraïns com a part de la xarxa defensiva del castell de Xèrica. S'anomena popularment torre d'Hanníbal a causa de la hipòtesi –segurament llegendària– segons la qual allà a prop el cabdill cartaginès s'hi va passar dos anys preparant l'atac de Sagunt.
A sota hi apareixen les armes de Jaume de Xèrica, fill de Jaume I, qui va ser senyor de la vila en el segle xiii.
A l'Arxiu Històric Nacional es conserven les empremtes de dos segells en tinta de Caudiel, de 1876, on ja hi apareix la torre. Una és de l'Ajuntament i l'altra de l'Alcaldia.

Segell de l'Alcaldia (AHN, 1876).
Segell de l'Ajuntament (AHN, 1876).

Aquestes empremtes van acompanyades de la següent nota:
| « | (castellà) En el año 1367 fue poblada la Villa de Caudiel por Juan López y otros hombres hasta el nº. de 66, en virtud de las facultades que por medio de Escritura pública les dio D. Juan Alfonso, dueño de dicha Villa, según donación que de la misma le hizo el Rey D. Pedro 2º. en 1364; y aquellos pobladores tuvieron a bien no derribar una torre que existe en una colina más elevada que la parte que ocupa la población y que se llama Torre del Molino, sin duda porque fue construida por los moros que antiguamente la habitaron: cuya torre les servía a estos para comunicarse por medios de señales con los otros moros que habitaban en la Sierra de Espadán y alto de Erragudo, donde también existe otra torre bastante deteriorada. La torre que nos ocupa, es sin disputa alguna el primer edificio que se construyó por los moros en este distrito municipal, y en ella se verificaría alguna batalla según lo demuestran los diferentes restos de muchas personas que se han encontrado enterrados no hace muchos años alrededor de la misma cultivando la tierra en donde se halla situada. En el año 1848, cuando el Ayuntamiento acordó proveerse del sello correspondiente para sus usos oficiales, tuvo a bien inscribir tanto en el de la Alcaldía como en el de la Municipalidad la torre descrita, por considerarla como un acontecimiento histórico y que todavía se conserva en buen estado de solidez. | (català) L'any 1367 va ser poblada la Vila de Caudiel per Juan López i altres homes fins al núm. de 66, en virtut de les facultats que per mitjà d'Escriptura pública els va donar D. Juan Alfonso, propietari d'aquesta Vila, segons donació que de la mateixa li va fer el Rei en Pere II en 1364; i aquells pobladors van tenir a bé no enderrocar una torre que hi ha en un turó més elevat que la part que ocupa la població i que es diu Torre del Molí, sens dubte perquè va ser construïda pels moros que antigament la van habitar: la torre els servia a aquests per comunicar-se per mitjans de senyals amb els altres moros que habitaven a la Serra d'Espadà i a l'alt d'Erragudo, on també hi ha una altra torre prou deteriorada. La torre que ens ocupa, és sense disputa alguna el primer edifici que es va construir pels moros en aquest districte municipal, i s'hi verificaria alguna batalla segons ho demostren les diferents restes de moltes persones que s'han trobat enterrats no fa molts anys al voltant de la mateixa conreant la terra on està situada. L'any 1848, quan l'Ajuntament va acordar proveir-se del segell corresponent per als seus usos oficials, va tenir a bé inscriure tant en el de l'Alcaldia com en el de la Municipalitat la torre descrita, per considerar-la com un esdeveniment històric i que encara es conserva en bon estat de solidesa. | » |

La bandera s'aprovà per Resolució de 27 de gener de 2009, del vicepresident primer, conseller de Presidència, publicada en el DOCV núm. 5.954, de 13 de febrer de 2009. L'estendard s'aprovà el 2011.
L'estendard fou aprovat per Resolució de 20 de juliol de 2010, del director general de Cohesió Territorial.